# Garcinia treubii
Garcinia treubii är en tvåhjärtbladig växtart som beskrevs av Jean Baptiste Louis Pierre. Garcinia treubii ingår i släktet Garcinia och familjen Clusiaceae. Inga underarter finns listade i Catalogue of Life.